# Русе
Ру́се (болг. Русе), старое название Рущук (тур. Rusçuk) — шестой по величине город Болгарии.
Город расположен на правом берегу Дуная и является самым большим болгарским портом на этой реке.

## История
В I в. н. э. при императоре Веспасиане здесь были построены римское укреплённое поселение и пристань (в дальнейшем — крепость и порт Сексагинта Приста). Крепость находилась на главной дороге из Сингидунума к дельте Дуная и Чёрному морю. В 250 году готы разрушили её, но в конце III века римляне её восстановили. В IV веке она была разрушена вновь (на этот раз — наступавшими с севера варварскими фракийскими племенами гетами). В IX—X вв. на руинах болгары возвели крепость и назвали её Русе. В XIII—XIV вв. город также назывался Гюргово или Йоргово в честь Святого Георгия Победоносца.

### 1388—1878
После османского завоевания в 1388 году, в XV веке поселение (в эпоху османского ига получившее название «Рущук») становится военно-административным и торговым центром Османской империи. В дальнейшем здесь была построена одна из стратегических турецких крепостей и Рущук (вместе с Силистрой, Варной и Шумлой) образовал так называемый «четырёхугольник» крепостей, которые разъединяли земли западной и восточной Болгарии и фланкировали операционные направления от Дуная к Балканам.
В ходе русско-турецкой войны 1806—1812 гг. русские войска после неудачного штурма 22 июля 1810 года и осады в сентябре 1810 года принудили турецкий гарнизон крепости Рущук к капитуляции.
22 июня 1811 года в 4 км южнее города произошло сражение между русской армией под командованием генерала М. И. Кутузова и турецкими войсками везира Ахмет-паши, русские войска артиллерийским огнем и контратаками отбили атаки турок и вынудили их к отходу.
В октябре 1811 года в районе Слободзеи (северо-западнее Рущука) Кутузов осуществил окружение турецкой армии.
В 1836 году Рущук стал центром Дунайского вилайета (простиравшегося от Варны и Тульчи до Софии и Ниша), здесь начало развиваться кораблестроение. В вилайете начал свои экономические эксперименты Мидхат-паша, мечтавший о модернизации Османской империи.
В 1849 году в Рущуке открылось консульство Австро-Венгрии, в 1853 году — консульства России, Британской империи, Италии и Пруссии.
В Крымскую войну, 25 июня (7 июля) 1853 года, в Рущуке сосредоточились войска Омер-паши (свыше 30 тысяч), которые форсировали Дунай и, после боя с малочисленным русским отрядом, упорно оборонявшим остров Рамадан на Дунае, овладели Джюрджевом, потеряв при этом до 5 тысяч аскеров.
В 1864 г. в Рущуке была открыта первая современная типография в Болгарских землях.
- В 1864 г. в Рущуке открылись консульства Франции, Бельгии и Голландии. В дальнейшем в городе появились также консульства Румынии, Испании и Греции[5].
- В 1865 г. рущукские улицы первыми в Болгарии получили имена.
- В 1866 г. первая в Болгарии телеграфная линия соединила Варну и Рущук[6].

В 1866—1867 годах была построена первая в Османской империи железнодорожная линия Рущук-Варна (что стимулировало развитие города). Вскоре здесь было создано ремонтное железнодорожное депо «Тракция».
В 1870 году в Рущуке проведена выставка местной индустрии и земледелия и начала работу первая Фабрика спиртных напитков Г. Петру.
Экономически развитый Рущук стал одним из крупнейших центров Болгарского возрождения — здесь действовал Русенский революционный комитет, с этим городом крепко связаны имена Бабы Тонки, Николы Обретенова, Ангел Кынчев, Захария Стоянова, Георгия Икономова, Иллариона Драгостинова и др.
В Русско-турецкую войну 1877—1878 гг. епископ Климент (Друмев) спас город Рущук от уничтожения, а болгарское население — от резни. 20 февраля 1878 года генерал Эдуард Тотлебен освободил Рущук от османского ига. Тогда же за городом было признано единственно-официальным болгарское имя Русе. Русские батареи из Рущука и Журжи, вооружённые осадными орудиями, препятствовали турецким военным судам подниматься вверх по Дунаю.
В соответствии с Берлинским договором укрепления Рущука были уничтожены.

### После 1878
В начале августа 1879 года Российская империя передала Болгарии штаб и плавсредства русской Дунайской флотилии, и в результате, 12 августа 1879 года в Русе была создана болгарская Дунайская военная флотилия.
В январе 1881 года в городе было открыто Морское училище, ставшее первым техническим учебным заведением в стране (училище действовало здесь до 1900 года, когда было переведено в Варну). Торговое значение города увеличилось с 1883 года, когда было закрыто порто-франко в Галаце.
В 1903 году в Русе был построен пороховой завод, в 1904 году — исторический музей, в 1933 году — художественная галерея.
Во время второй мировой войны между румынской станцией Джурджу и городом Русе действовала паромная железнодорожная переправа через Дунай (самоходный паром, который имел возможность перевозить до 16 двухосных вагонов за рейс).
В 1948 году в Русе был создан крупный винодельный завод, в 1949 году открыт оперный театр.
В 1953 году был введён в эксплуатацию завод сельскохозяйственных машин имени Г. Димитрова, в 1954 году построен мост «Дружба» через Дунай (соединивший транспортную сеть Болгарии и Румынии).
К началу 1955 года Русе уже являлся крупным промышленным центром, здесь действовали судоверфь, предприятия сельскохозяйственного машиностроения, нефтеперерабатывающей, текстильной, кожевенной, мукомольной и пищевой промышленности, а также крупный сахарный завод.
В 1964 году была введена в эксплуатацию первая очередь ТЭЦ «Русе», в 1967 году ― открыт аэродром (ныне аэропорт), в 1975 году началось строительство порта Русе-Восток и телецентра (начавшего работу в 1987 году).
После создания в 1977 году транспортной организации «Дунайтранс» в Русе была открыта дирекция «Дунайтранс».
В 1978 году в Русе были построены Пантеон деятелей болгарского Возрождения и Дом молодёжи (архитектор В. Бочукова).
В 1981 году по программе производственной кооперации СЭВ в Русе было построено предприятие по производству нестандартного оборудования, специализировавшееся на изготовлении машин и механизмов для горной промышленности (которое стало частью совместного румынско-болгарского промышленного комплекса).
В 1982 году численность населения города составляла 182 тыс. человек.
В 1987 году численность населения города составляла 186 428 человек, Русе являлся важным промышленным центром судостроения, тяжёлого и сельскохозяйственного машиностроения, нефтеперерабатывающей, пищевой и текстильной промышленности Болгарии.

## Население
| Год       | 1880   | 1887   | 1910   | 1934   | 1940   | 1946   | 1999    | 2001    | 2004    | 2006    | 2008    | 2010    |
| --------- | ------ | ------ | ------ | ------ | ------ | ------ | ------- | ------- | ------- | ------- | ------- | ------- |
| Население | 26 163 | 27 194 | 36 255 | 41 447 | 51 000 | 57 509 | 202 793 | 190 798 | 179 514 | 177 104 | 175 374 | 173 672 |

## Политическая ситуация
Кмет (мэр) общины Русе — Пенчо Милков (Болгарская социалистическая партия) по результатам выборов в правление общины.

## География и архитектура
Географическое положение Русе способствовало его экономическому развитию и росту его политического значения. Во времена турецкого владычества он был одним из крупных городов и служил стратегической базой на Дунае. Город принял большую еврейскую общину, изгнанную из Испании в конце XV в.
После освобождения Болгарии от турецкого ига и обретения страной независимости Русе остался приграничным городом на севере страны и портовым городом, через который снабжались другие придунайские районы Болгарии. Именно тогда в Русе было построено много красивых зданий, большинство из которых сохранились до наших дней.
Сегодня город, расположившийся на холмах, прежде всего является одним из самых больших портовых городов Болгарии. Национальный состав населения города весьма разнообразен: здесь очень много цыган. Архитектурным, историческим и административным центром города является главная городская площадь и весь центр города — живой, современный, с красивыми архитектурными сооружениями. Кроме того, в черте города расположены исторические памятники.
Развалины древней крепости Сексагинта Приста, построенной римлянами в I в. н. э. и разрушенной готами в VII в. Здесь сохранились надгробные камни и другие сооружения, надписи.
В молодёжном парке, в 50 м от церкви Успения Пресвятой Богородицы в 1837 г. в честь посещения города султаном Махмудом установлена мраморная колонна — «Царский камень» (болг. Царев камък).
Доходное здание (болг. Доходното здание) — большое театральное здание времён болгарского Возрождения, построенное в стиле неоклассицизма и барокко.
Собор Св. Павла Креста — католический храм, построенный в 1890—1892 гг. в неоготическом стиле по проекту итальянского архитектора Валентино дель Антонио.
Памятник свободе работы итальянского скульптора Арнольдо Дзокки начала XX века, находится в центре города.
Мост Кюнтукапия. Стоит на юге от центра города. Мост — это всё, что осталось от турецкой крепости, которая находилась недалеко от современного железнодорожного вокзала.
В окрестностях Русе расположен Национальный парк «Русенски Лом». Этот парк, простирающийся на 3260 га, расположен в 20 км к югу от города. В заповедном парке содержатся редкие птицы. Можно наблюдать за ними, а также посетить пещеры, образовавшиеся в результате природных условий. В этом же парке находятся монастыри. Каждый год в сентябре организуются выставки так называемого натурального искусства.
Национальный музей транспорта расположен на первой железнодорожной станции Болгарии, открытой в 1866 году.

## Климат
| Показатель                                                                     | Янв. | Фев. | Март | Апр. | Май  | Июнь | Июль | Авг. | Сен. | Окт. | Нояб. | Дек. | Год  |
| ------------------------------------------------------------------------------ | ---- | ---- | ---- | ---- | ---- | ---- | ---- | ---- | ---- | ---- | ----- | ---- | ---- |
| Абсолютный максимум, °C                                                        | 22   | 25   | 33   | 34   | 37   | 42,4 | 44,7 | 44,2 | 40,2 | 39   | 28    | 22   | 44,7 |
| Средний суточный максимум, °C                                                  | 4    | 7    | 14   | 20   | 26   | 30   | 32   | 32   | 27   | 19   | 12    | 5    | 19,0 |
| Средняя температура, °C                                                        | 0,3  | 2,3  | 8,4  | 14,1 | 20,1 | 23,5 | 25,8 | 25,2 | 20,4 | 13,8 | 8,1   | 1,6  | 13,7 |
| Средний суточный минимум, °C                                                   | −3   | −2   | 3    | 8    | 14   | 18   | 20   | 19   | 15   | 9    | 4     | −2   | 8,5  |
| Абсолютный минимум, °C                                                         | −28  | −26  | −18  | −4   | 3    | 7    | 9    | 8    | 1    | −5   | −14   | −21  | −28  |
| Норма осадков, мм                                                              | 66   | 39   | 45   | 31   | 72   | 62   | 71   | 60   | 58   | 50   | 31    | 61   | 646  |
| Источник: MSN Weather, http://www.weatherbase.com и http://www.weatherbase.com |      |      |      |      |      |      |      |      |      |      |       |      |      |

## Экономика
Русе — самый большой город, промышленный центр и порт Болгарии на Дунае. Около Русе расположен большой двухъярусный мост (длина 2800 м) через Дунай, построенный в 1952—1954 гг. с помощью СССР. Это главные сухопутные ворота для перевозки грузов и пассажиров между Болгарией и Румынией и между Болгарией и Россией. По развитию машиностроения (сельскохозяйственное, судостроение, электроника и приборостроение, тяжелое оборудование) Русе стоит наравне с Пловдивом и уступает только Софии. Есть предприятия химической, текстильной и особенно пищевкусовой промышленности. Русе — центр района с развитым виноградарством и свекловодством.
С 1881 года ведёт свою историю Русенский судостроительный завод, которое было одним из крупнейших речных судостроительных заводов стран СЭВ. В 2017 году завод был выставлен на продажу.
В городе есть развитая сеть различных супермаркетов: Кауфланд, Билла, Метро, Технополис, Техномаркет «Европа», Мосю Бриколаж, Практикер. Строятся 6 больших супермаркетов типа МОЛ (MALL) и современный финансовый центр.
Русе является важным культурным центром, здесь действуют оперный театр, драматический театр, исторический музей и художественная галерея.
Также в городе находятся Русенский университет и учебный центр подготовки водителей автомобильной техники вооружённых сил Болгарии.

## Международные отношения

### Консульства
- — Генеральное консульство[23]
- — Почётное консульство[24]

### Города-побратимы
- Биелина, Босния и Герцеговина
- Волгоград, Россия (2001)
- Джурджу, Румыния
- Обуда, Венгрия
- Перистерион, Греция (1986)
- Сент-Уэн-сюр-Сен, Франция
- /[25] Симферополь, Россия/Украина[25] (2008)
- Трогир, Хорватия
- Хуайнань, КНР

## Известные уроженцы и жители
- Атанас Косев — композитор.
- Бойко Неделчев — поп-певец, композитор (24.04.1965).
- Борис Чакыров — композитор.
- Васил Казанджиев — композитор, дирижёр, академик.
- Венелина Венева — легкоатлетка.
- Виолета Шаханова — оперная и камерная певица.
- Деян Неделчев — поп-певец, композитор (16.01.1964).
- Искрен Пецов — певец, композитор.
- Ицхак (Исаак) Грациани (Зико) (4.8.1924—7.7.2003) — дирижёр, композитор, аранжировщик, главный дирижёр оркестра вооруженных сил Израиля.
- Йосиф Цанков (1911—1971) — музыкант, композитор.
- Камен Донев — актёр, режиссёр, драматург и хореограф (1971).
- Константин Евтимов — виолончелист, концертмейстер Симфонического оркестра НРБ (1975).
- Леон Даниел — театральный режиссёр (1927—2008).
- Лучников, Светослав — болгарский юрист, политический деятель.
- Мими Балканска (1902—1984) — артистка оперы и оперетты.
- Минков, Федор Николаевич — болгарский педагог и просветитель XIX в.
- Мирзоян, Манук-бей (1769—1817) — государственный деятель Османской империи.
- Михаил Арнаудов — академик.
- Нелина — поп-фолк и народная певица.
- Нешка Робева — тренер, худ. гимнастика.
- Орлин Анастасов — оперный певец (1976).
- Пётр Петров-Парчето — джаз-музыкант.
- Владимир Полянов (1899—1988) — писатель, режиссёр, театральный деятель.
- Росица Борджиева — поп-певица, педагог (20.4.1954).
- Сильвия Митева — гимнастка.
- Стефан Цанев — писатель и поэт.
- Сунай Чалыков — поп-певец.
- Топалов, Веселин Александров — болгарский шахматист, чемпион мира по версии ФИДЕ (2005).
- Факхри-паша — турецкий военачальник, комендант Медины.
- Элиас Канетти — писатель, лауреат Нобелевской премии по литературе.
- Яница — поп-фолк певица.

## Карты
- Положение на электронной карте Google
- Положение на электронной карте Wikimapia
- Положение на электронной карте bgmaps.com (недоступная ссылка — история).